# Hayrabolu
Hayrabolu (appelée Charioupolis ou Chariopolis à l'époque byzantine) est une ville et un district de la province de Tekirdağ dans la région de Marmara en Turquie.

## Histoire
Rien n'est connu d'une éventuelle cité à cet emplacement au cours de l'Antiquité. La première mention de Charioupolis date de 787, avec la présence de Théophylacte, évêque de Charioupolis, au deuxième concile de Nicée. Plus tard, l'évêque Cosmas participe au quatrième concile de Constantinople en 879. Pour autant, la circonscription épiscopale n'apparaît explicitement qu'au Xe siècle, dans le Notitia episcopatuum, comme siège suffragant d'Héraclée. 
Au XIe siècle, un évêque appelé Michel est mentionné sur un sceau, qui pourrait avoir appartenu précédemment au clergé de la basilique Sainte-Sophie. Plus tard, la cité apparaît dans les récits des campagnes militaires contre les Petchénègues, en particulier lors des opérations de Nicéphore Bryenne en 1051, avant d'être ravagée par les Petchénègues, les Coumans et les Hongrois en 1087 et de voir une défaite des Byzantins en 1090. 
Les 15 et 16 avril 1205, Geoffroi de Villehardouin passe une nuit dans la cité à la suite de la désastreuse bataille d'Andrinople. Par la suite, Charioupolis et les autres localités environnantes sont prises par les Bulgares de Kaloyan, entraînant la déportation de sa population sur les rives du Danube. 